# Jana Šilerová
Jana Šilerová (ur. 31 grudnia 1950 w Znojmie) – jest duchownym husyckim. W latach 1999-2013 była biskupem ołomunieckim Czechosłowackiego Kościoła Husyckiego. Stała się w ten sposób pierwszą, poza biskupkami Kościoła Katolickiego Mariawitów w RP kobietą piastującą urząd biskupi w postkomunistycznej Europie.

## Życiorys
W 1969 roku ukończyła gimnazjum w Znojmie, a w 1974 roku studia na Wydziale Teologicznym Hus Czechosłowackiego w Pradze. Święcenia kapłańskie przyjęła 12 października 1974 r. Po święceniach pracowała jako proboszcz w parafiach husyckich we Vratimovie (1974–1981 ), Kunčicach pod Ondřejníkem (1981–1984) i Frenštácie, a od 1984 r. jest proboszczem w Rychvaldzie i Boguminie. Jest rozwiedziona i ponownie zamężna. Pełniła funkcję biskupa ołomunieckiego od 1999 r., a po dwóch kadencjach jej następcą na tym stanowisku został 6 kwietnia 2013 r. MUDr. Rudolf Goebel.
W maju 2001 roku została wybrana członkiem Rady Czeskiej Telewizji. Pełniła tę funkcję do maja 2007 r.